# سیوایر
سیوایر (به انگلیسی: Civair) یک شرکت هواپیمایی با کد یاتا 2I است که در ۱۹۸۹ میلادی تأسیس شده‌است. دفتر مرکزی سیوایر در کیپ‌تاون، آفریقای جنوبی واقع شده‌است و قطب این شرکت هواپیمایی در فرودگاه بین‌المللی کیپ‌تاون قرار دارد.